# Historia del Tirol
La historia del Tirol, una región histórica en el área alpina media de Europa Central, se remonta a los primeros asentamientos humanos al final del último período glaciar, alrededor del año 12.000 a. C. Los asentamientos sedentarios de granjeros y pastores se remontan a 5000 a. C. Muchos de los valles principales y laterales se asentaron durante la Edad del Bronce, entre 1800 y 1300 a. C. De estos asentamientos, surgieron dos culturas prominentes: la cultura Laugen-Melaun en la Edad del Bronce y la cultura Fritzens-Sanzeno en la Edad del Hierro.
La región fue conquistada por Romanos en el año 15 a. C. Las áreas del norte y del este se incorporaron al Imperio Romano como las provincias de Raetia y Noricum, dejando profundas impresiones sobre la cultura y el idioma, con las lenguas romances. Tras la conquista de Italia por los godos, el Tirol se convirtió en parte del Reino Ostrogodo en los siglos quinto y sexto. En 553, el sur del Tirol se incorporó al Lombardos ' Reino de Italia, el norte del Tirol quedó bajo la influencia de los Bavarii, y el oeste del Tirol se convirtió en parte de Alamannia - las tres áreas se encuentran en la actualidad Bolzano.
En 774, Carlomagno conquistó a los lombardos y, como consecuencia, el Tirol se convirtió en una importante cabeza de puente hacia Italia. En el siglo XI, los emperadores del Sacro Imperio Romano otorgaron los condados de  Trento, Bolzano y Vinschgau al Obispado de Trento, y el condado de Norital y Val Pusteria al Obispado de Brixen - colocando efectivamente la región bajo el control de los Emperadores.
En los siglos venideros, los condes que residían en el Castillo de Tirol cerca de Merano extendieron su territorio sobre la región. Los recuentos posteriores mantendrían gran parte de su territorio directamente del Sacro Emperador Romano. La familia Meinhardiner, originaria de Gorizia, controlaba el Tirol, Gorizia y el Ducado de Carintia. Para 1295, el condado y reinado del Tirol se había establecido firmemente en la Tierra del Adige y el Inn, como se llamaba entonces la región. Cuando la dinastía Meinhardiner se extinguió en 1369, el Tirol fue cedido a la Casa de los Habsburgo, que gobernó la región durante los siguientes cinco siglos y medio, con un breve período de control a principios del siglo XIX por el Bávaros durante las Guerras Napoleónicas.
Al concluir la Primera Guerra Mundial, el Tratado de Saint-Germain-en-Laye de 1919 cedió la parte sur del Tirol al Reino de Italia, incluido el actual Tirol del Sur con su gran mayoría de habla alemana. La parte norte del Tirol fue retenida por la Primera República de Austria. La región histórica está formada por el actual Estado austríaco de  Tirol y las provincias italianas de Tirol del Sur y Trentino. Los límites de esta Eurorregión Tirol – Tirol del Sur – Trentino corresponden a la antigua Habsburgo Condado de Tirol, que dio nombre a esta región histórica.

## Prehistoria
Los hallazgos arqueológicos muestran que las pueblos se establecieron en la región alpina media, más tarde llamada Tirol, cuando los glaciares se retiraron y la flora y la fauna revivieron, después de que el último  edad de hielo terminara alrededor de 12,000 a. C. Los artefactos encontrados en la fecha Seiser Alm de la era Paleolítico superior. En los fondos del valle cerca de Bolzano, Brixen y Salorno, mesolítico se descubrieron los lugares de descanso de los cazadores. Los artefactos de piedra recuperados allí datan del octavo milenio antes de Cristo. El descubrimiento de  Ötzi en el glaciar Similaun en 1991 demostró que el hombre ya había cruzado los pasos alpinos más altos hace 5000 años. Los asentamientos sedentarios de granjeros y pastores se remontan a 5000 AC. Hay amplia evidencia de asentamientos en los valles principales y laterales durante la primera y media Edad del Bronce (1800-1300 aC). Los sitios de asentamiento preferidos eran terrazas soleadas en las laderas de los valles y cimas de colinas en las alturas medias.

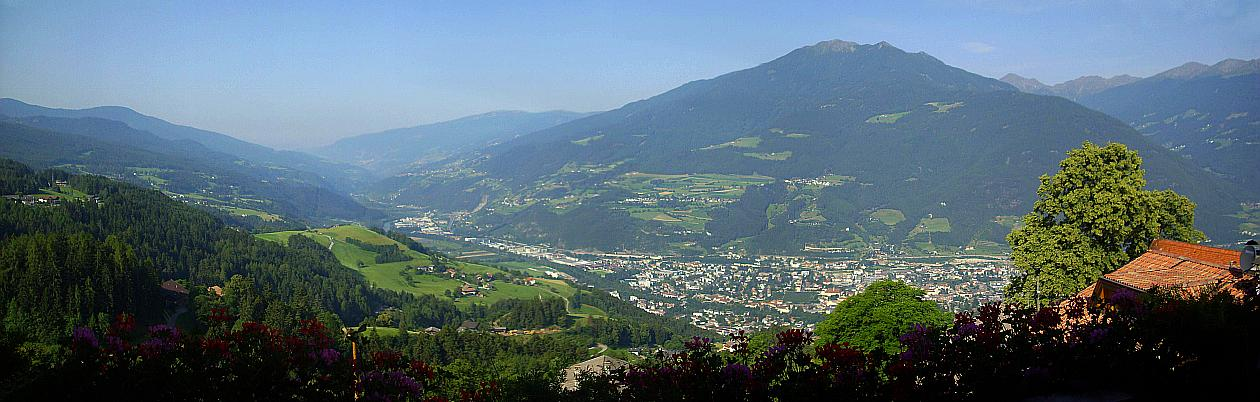
Vista desde el sur a la ciudad de Brixen y el Eisacktal

En la Edad del Bronce y del Hierro, la región albergaba una serie de culturas autóctonas que ocupaban aproximadamente el área del posterior condado del Tirol. Los más destacados son la cultura tardía Edad de bronce Laugen-Melaun y las culturas Edad de hierro Fritzens-Sanzeno.
La cultura Laugen-Melaun, llamada así por dos importantes sitios arqueológicos cerca de la ciudad moderna de Brixen en Tirol del Sur, se originó en el siglo XIV a. C., en el área del Tirol del Sur actual y Trentino. Pronto se extendió sobre el área central de los Alpes del Sur, abarcando el Tirol del Sur y del Este, Trentino al norte de Rovereto y la Baja Engadina; la parte norte de  Tirol quedó bajo la influencia de la cultura de Urnfield. Los factores distintivos incluyen su característica cerámica decorada ricamente, mientras que la metalurgia está fuertemente influenciada por las culturas adyacentes. Al igual que en la cultura de Urnfield, los habitantes de Laugen-Melaun incineraron a sus muertos, colocaron sus cenizas en urna y adoraron a sus dioses en santuarios a veces ubicados en áreas remotas, en la cima de las montañas o cerca del agua. Ricos objetos funerarios muestran que desde el siglo XIII al XI a. C., la cultura Laugen-Melaun (Laugen-Melaun A) floreció, debido a la extracción de cobre, el material fuente de la aleación bronce.
Alrededor del año 500 aC, la cultura Fritzens-Sanzeno, también conocida como cultura de los Raeti, llamada así en honor a la diosa Raetia que según los autores romanos era la principal deidad de las personas que habitaban la región, tuvo éxito tanto la cultura Laugen-Melaun del sur como la cultura Urnfield de la parte norte del Tirol. Al igual que en la cultura anterior, la cerámica ricamente ornamentada es muy característica, mientras que muchos aspectos, como la metalurgia, las costumbres funerarias y la religión, están fuertemente influenciados por sus vecinos, principalmente los  Etruscos y celtas No obstante, la gente de Fritzens-Sanzeno poseía rasgos culturales distintivos importantes que los distinguían de los grupos adyacentes, como los santuarios de montaña típicos que ya estaban en uso durante el tiempo de la cultura Laugen-Melaun, ciertos tipos de fibulas [[peroné (broche)] ]], armadura de bronce y su propio alfabeto derivado de uno de los alfabetos etruscos del norte (pero no del alfabeto etrusco). El idioma de los raeti era afín al etrusco, pero lo suficientemente diferente como para sugerir una divergencia muy antigua entre ellos.

## Antigüedad
En 15 a. C., la región fue conquistada por los romanos, y sus partes norte y este se incorporaron al Imperio Romano como las provincias de Raetia y Noricum respectivamente. La parte sur e incluyendo el área alrededor de las ciudades modernas de Bolzano y Merano se convirtió en parte de  Italia  Regio X . Como en el resto de Europa, la era romana dejó profundas impresiones sobre la cultura y el idioma, con las lenguas romances.

## Edad Media
Después de la conquista de Italia por los godos, el Tirol se convirtió en parte del Reino Ostrogodo desde el siglo V hasta el siglo VI. Después de la caída del reino ostrogodo en 553, la tribu germánica de los lombardos invadió Italia y fundó el lombardo  Reino de Italia, que ya no incluía todo el Tirol, solo Su parte sur. La parte norte del Tirol quedó bajo la influencia de Bavarii, mientras que el oeste probablemente era parte de Alamania. Por lo tanto, el Tirol se dividió entre tres esferas de influencia que se encontraron en el área aproximada del Bolzano actual. Durante el siglo VI Baviera y Alamania se convirtieron  ducados de tallo del  Reino franco. Al conquistar el Reino Lombard de Italia en 774, Carlomagno se había coronado Rey del Reino de Lombardía. En consecuencia, el Tirol llegó a ser de gran importancia como cabeza de puente hacia Italia, lo que fue reafirmado durante la Campaña italiana de  Otto I. En los años 1007 y 1027, los emperadores del Sacro Imperio Romano otorgaron los condados de  Trento,  Bolzano y  Vinschgau al Obispado de Trento. En 1027, el Condado de Norital fue otorgado al Obispado de Brixen, seguido en 1091 por el Condado de Puster Valley. Como los obispos fueron nominados directamente por el emperador y su cargo no era hereditario, poner el área bajo su control tenía la intención de asegurarlo a los emperadores.

## Nacimiento del Condado del Tyrol

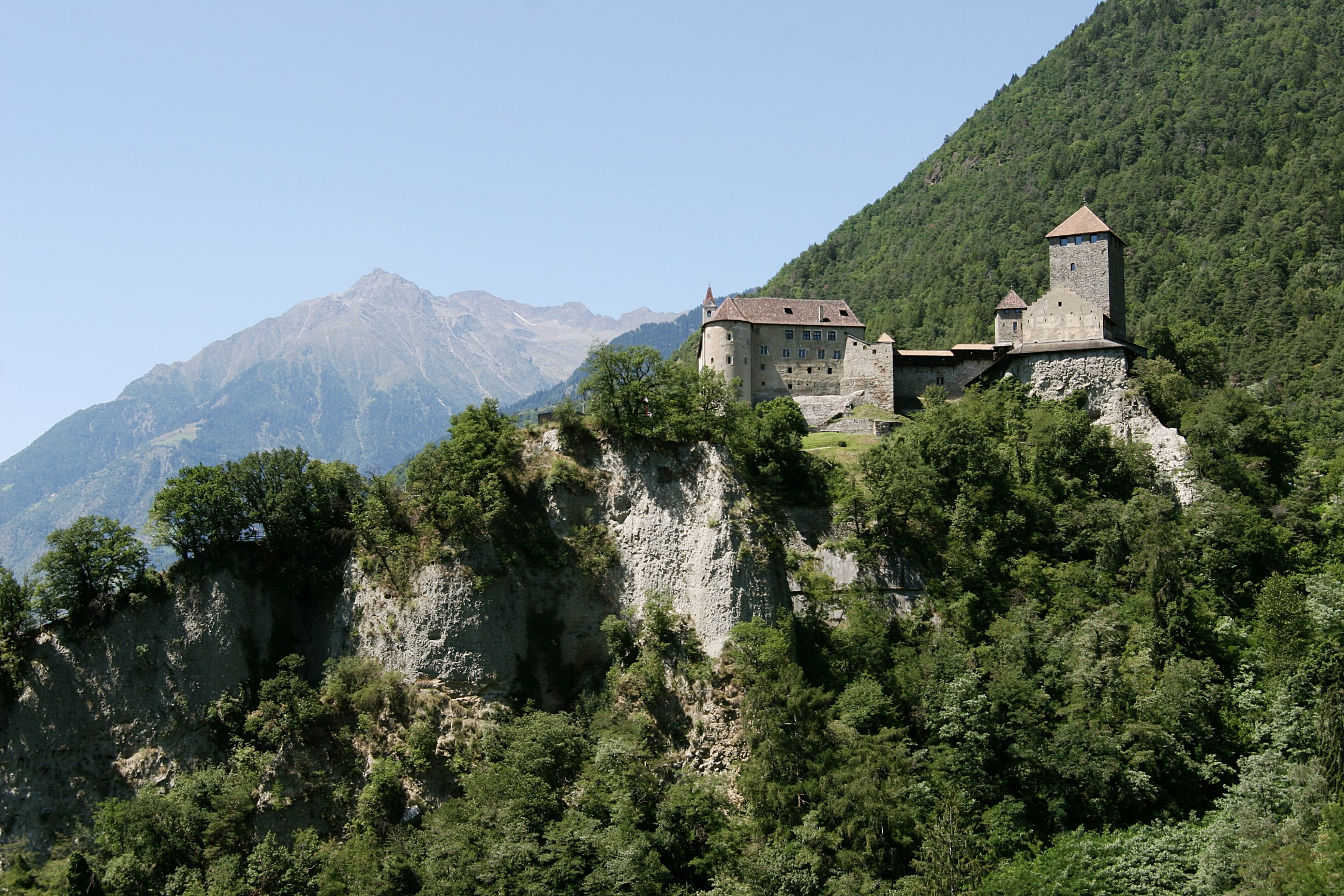
Castle Tyrol was the seat of the Counts of Tyrol and gave the region its name

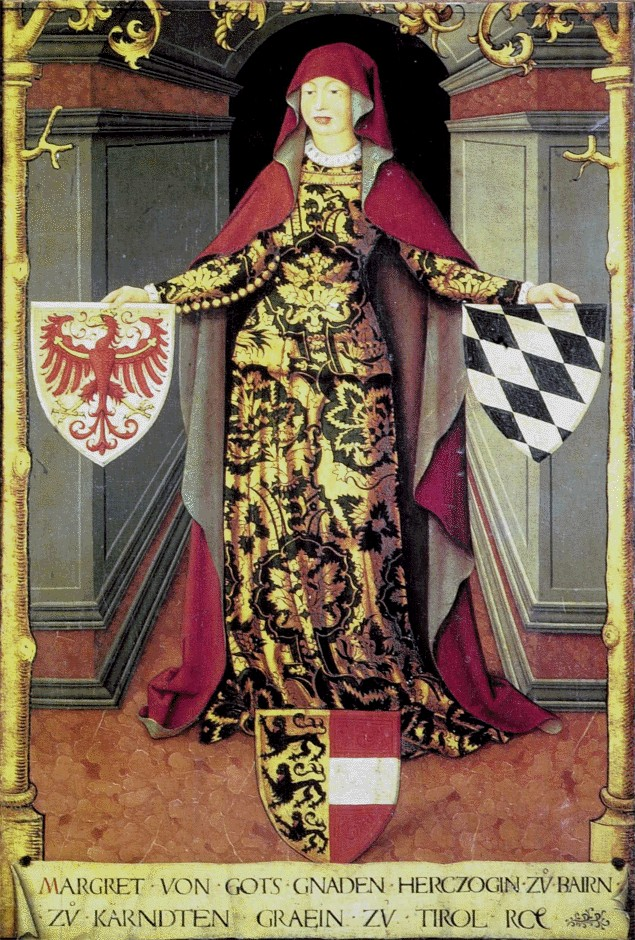
Margaret, Condesa del Tirol

A lo largo de los siglos, el  Conde s que reside en Castillo de Tirol, cerca de Merano, extendió su territorio sobre la región. Los recuentos posteriores mantendrían gran parte de su territorio directamente del Sacro Emperador Romano. La familia Meinhardinger, originaria de Gorizia, mantuvo no solo Tirol y Gorizia, sino durante un tiempo el Ducado de Carintia. Al final del conde  Meinhard II el gobierno (1259-1295) el "condado y reinado del Tirol" se había establecido firmemente en la "Tierra en el Adige e  Inn ", como se llamaba entonces la región. Esto sucedió a expensas del poder de los obispos, que nominalmente eran los señores  feudal de los condes del Tirol. Meinhard II también introdujo sistemas más eficientes para la administración de sus territorios.
 Margarete "Maultasch" fue la última gobernante efectiva del Tirol de la dinastía Meinhardinger. En 1330 se casó con  John-Henry (quien más tarde se convirtió en  margrave de Moravia), a quien repudió con la ayuda de la aristocracia tirolesa para ordenar casarse con el duque  Ludwig V de  Baviera, miembro de la poderosa  Dinastía Wittelsbach. Esto debilitó la posición de la condesa y fortaleció la nobleza local. El único hijo de Margarete y Louis, Meinhard, murió en 1363, dos años después de su padre, dejando a la condesa sin heredero.
Margarete Maultasch decidió legar el Tirol al Duque  Rudolph IV de la Casa de Habsburgo, probablemente presionada por la aristocracia, un acto que causó un conflicto entre el tío de Meinhard  Esteban II, que forjó una alianza con el poderoso Señor de Milán Bernabò Visconti para invadir el Tirol y la Casa de los Habsburgo. Stephen finalmente renunció al Tirol a los Habsburgo con la paz de Schärding por una enorme compensación financiera después de la muerte de Margarete Maultasch en 1369. El águila roja en el escudo de armas del Tirol deriva del águila roja Brandeburgo, que data desde el momento en que Louis V y Margarete Maultasch gobernaron Brandenburgo también.

## Dominio de los Habsburgo
La adquisición de Tirol fue estratégicamente importante para la dinastía de los Habsburgo, ya que le permitió conectar sus territorios austríacos con sus posesiones territoriales en el área de la Suiza actual. Desde ese momento, el Tirol fue gobernado por varias líneas de la familia de los Habsburgo, que llevaban el título Conde. Tirol se involucró repetidamente en los conflictos políticos y militares de los Habsburgo con Milán, Venecia, Suiza y el Condado de Gorizia, así como también Baviera y Suabia
La Batalla de Sempach en 1386, en la cual el Duque  Leopoldo III de  Austria fue derrotado por la Antigua Confederación Suiza tuvo importantes repercusiones en el Tirol, y fue el primero de una serie de conflictos militares entre el condado y sus vecinos. La  Guerra 1405-1408 contra los suizos Appenzell er, 1413 el conflicto con Venecia y 1410 la invasión del valle de la posada inferior por los bávaros. En 1423, durante el gobierno de  Federico IV "Bolsillos vacíos", se reunió la primera reunión que podría llamarse Parlamento tirolés. Consistía en aristócratas, burgueses e incluso representantes campesinos. Durante el mandato de Federico IV, surgieron conflictos internos entre la poderosa aristocracia local y el duque, que eventualmente llevaron al declive de los nobles y de su sistema tradicional de valores, y fortalecieron el gobierno del duque sobre el país. Esto permitió que  Sigismund "Rico en monedas" continuara el gobierno de su padre hasta el final del siglo XV y condujera al condado a la era moderna.
El opulento estilo de vida de Segismundo y las desgracias de la guerra con Venecia desangraron la tesorería, lo que llevó a su decisión de hipotecar las minas de plata tirolesas. En 1490, Segismundo se volvió tan impopular que se vio obligado a abdicar en favor de su primo más próspero,  Maximiliano, Rey del  alemanes. Tres años después de la sucesión, Maximiliano se convirtió en el Emperador del Sacro Imperio Romano, convirtiendo su residencia preferida, Innsbruck, la capital imperial. Maximiliano agregó Kufstein, Rattenberg y Kitzbühel al Tirol, y cuando heredó el Valle de Puster y Tirol Oriental se establecieron los límites del Tirol, con la excepción de la adición de 1817 del valle de Ziller

## Guerras Napoleónicas

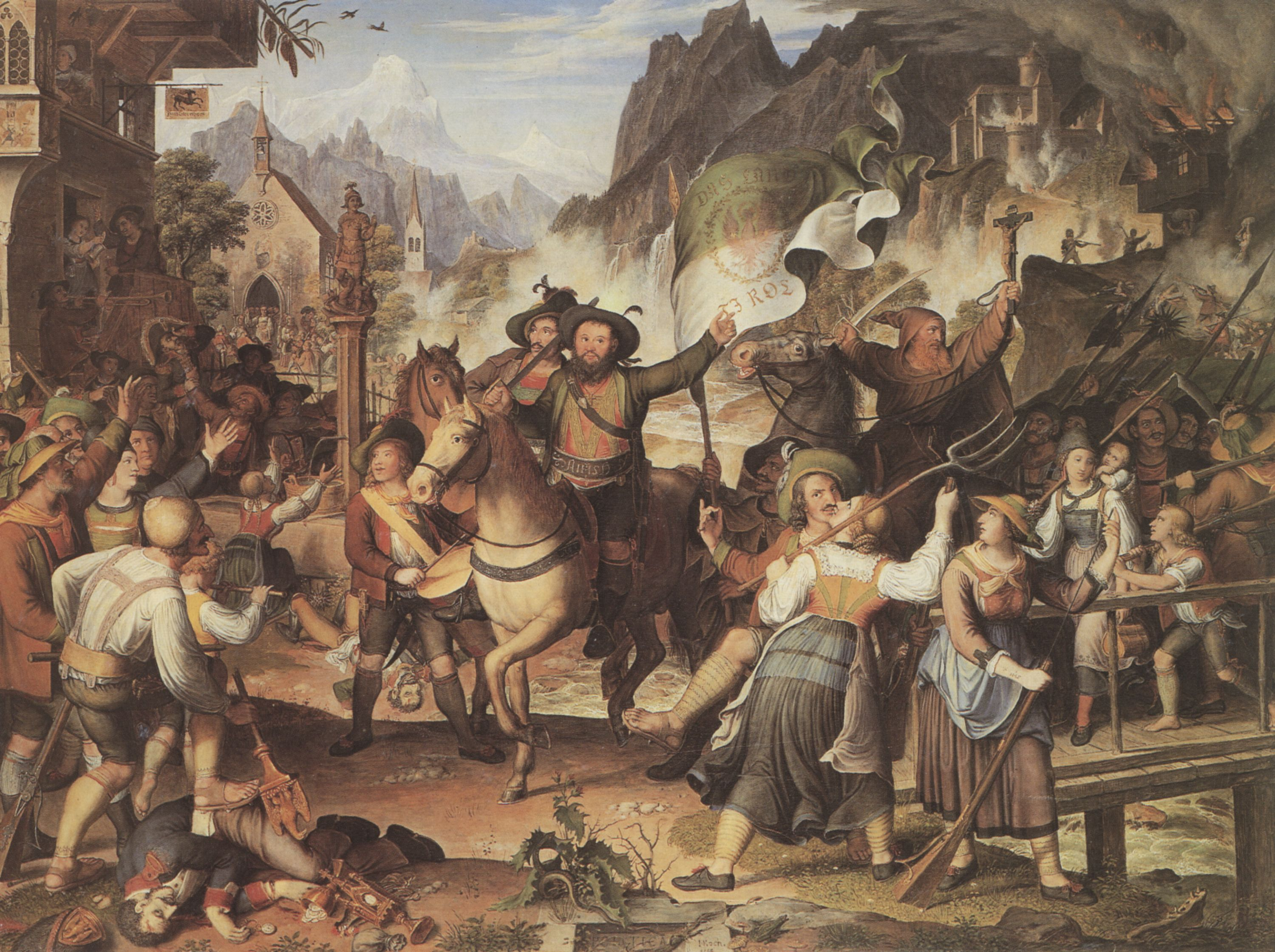
Andreas Hofer led the Tyrolean Rebellion 1809 against the invading Napoleon I

Tras la derrota de Napoleón en 1805, Austria se vio obligada a ceder el Tirol al Reino de Baviera en la  Paz de Pressburg. El Tirol, como parte de Baviera, se convirtió en miembro de la Confederación del Rin en 1806. En consecuencia, el Rey  Maximiliano I de Baviera introdujo reformas económicas, religiosas y administrativas de gran alcance.. Cuando en 1808 se introdujo una nueva constitución para el Reino de Baviera, el Tirol se integró en el sur de Baviera y se dividió en tres distritos, perdiendo su estatus especial en el reino. Además, los tiroleses ahora estaban sujetos a los gravámenes de reclutamiento bávaro y enfrentaban la posibilidad de tener que luchar contra las tropas austriacas. Esto, junto con el declive económico bajo el dominio bávaro, y las reformas religiosas del reino a las que se opuso la población católica, condujeron a un creciente conflicto entre la población tirolesa y las autoridades bávaras.
En 1806, delegados del Tirol viajaron a Viena para hacer planes para una insurrección del pueblo tirolés. Entre ellos estaba el líder posterior de los insurgentes, Andreas Hofer.  La insurrección comenzó el 9 de abril de 1809 en Innsbruck. El 12 de abril de 1809, Innsbruck fue liberado por el "Landsturm" tirolés comandado por el capitán Martin Teimer en la batalla más tarde conocida como  Primera batalla de Bergisel. Un día después, una unidad militar de 8000 hombres, compuesta por tropas bávaras y francesas, se acercó a Innsbruck desde el Paso Brenner, pero el capitán Teimer, quien se vistió como un comandante del ejército austriaco regular, se convenció de rendirse. Los oficiales creen que el ejército austríaco se estaba acercando a Innsbruck, cuando en realidad todavía estaba a unas 40 millas de distancia. Para convalidar el acuerdo de capitulación, Teimer fue nombrado posteriormente comandante del ejército austríaco.
En todo Tirol, las tropas bávaras fueron asesinadas o expulsadas. Los tiroleses lucharon principalmente como francotiradores de escaramuza, aprovechando la naturaleza montañosa de la tierra. Eran muy móviles y utilizaban avalanchas artificiales para combatir a sus enemigos. Tras la derrota del ejército austríaco en el frente bávaro, Napoleón envió a Charles Lefebvre al Tirol, y para el 19 de mayo Innsbruck había sido capturado nuevamente y la rebelión parecía sofocada.
Después de que el ejército austriaco del  Archiduque Karl  fuera derrotado por Napoleón en la Batalla de Wagram, se firmó el Armisticio de Znaim. El punto IV del acuerdo declaraba que Austria debía retirar sus tropas de los territorios de Vorarlberg y Tirol, devolviéndolas al dominio bávaro. Pero a los bávaros y a los franceses les resultó difícil obtener el control del territorio, ya que los francotiradores tiroleses ocuparon lugares altos a lo largo de las carreteras, bloquearon las carreteras y desencadenaron avalanchas para dañar al ejército de ocupación. Los tiroleses lograron contener e infligir grandes bajas a las tropas francesas y bávaras, y el 13 de agosto el ejército campesino tirolés se unió nuevamente al Bergisel para la batalla decisiva. 15000 Las tropas bávaras, francesas y sajonas se enfrentaron a casi el mismo número de irregulares tiroleses. Rodeado por todos lados por los irregulares, y después de haber sufrido numerosas bajas, Lefebvre se vio obligado a retirarse. Andreas Hofer, que mientras tanto había avanzado al comandante supremo de los insurgentes, se convirtió en regente del Tirol en nombre del Emperador.
Después del Tratado de Schönbrunn, el emperador austríaco cedió nuevamente a Baviera el Tirol. El 21 de octubre, las tropas bávaras, francesas e italianas bajo el mando del duque Drouet d  Erlon se vertieron en el Tirol, obligando a los tiroleses a retirarse nuevamente al Bergisel. A medida que se acercaba el invierno, los suministros comenzaron a disminuir, y muchos hombres se fueron para regresar a sus hogares. Los días 28 y 29 de octubre, las noticias sobre el tratado de paz firmado por Austria llegaron al Tirol. Esto tuvo efectos catastróficos en la moral de los tiroleses, y Andreas Hofer, traicionado por su emperador, recurrió a la bebida. La moral tirolesa se había roto. El 1 de noviembre, Drouet d'Erlon había recuperado Innsbruck y el Bergisel, y el 11 de noviembre de 1809, el Tirol estaba completamente ocupado. Hofer huyó a las montañas, y el 5 de enero de 1810 fue traicionado y denunciado ante las autoridades. El 28 de enero, él, su esposa y su hijo fueron llevados a Bolzano. Napoleón se enteró de la captura a principios de febrero y ordenó que Hofer fuera juzgado y ejecutado. Esta orden se cumplió pronto y Hofer murió en el calabozo de la fortaleza de Mantua el 20 de febrero de 1810.
La ejecución de Hofer, considerado un héroe tirolés hasta hoy, es el tema de la canción  Zu Mantua in Banden , desde 1948 el himno oficial de  Tirol.

## Tierra de la Corona del Tirol
El Tirol permaneció dividido bajo la autoridad bávara e  italiana durante otros cuatro años, antes de su reunificación y regreso a Austria tras las decisiones del Congreso de Viena en 1814. Integrado en el Imperio austríaco, desde 1867 en adelante, fue un  Kronland  ( Tierra de la Corona) de Cisleitania, la mitad occidental de  Austria-Hungría.

## Primera Guerra Mundial

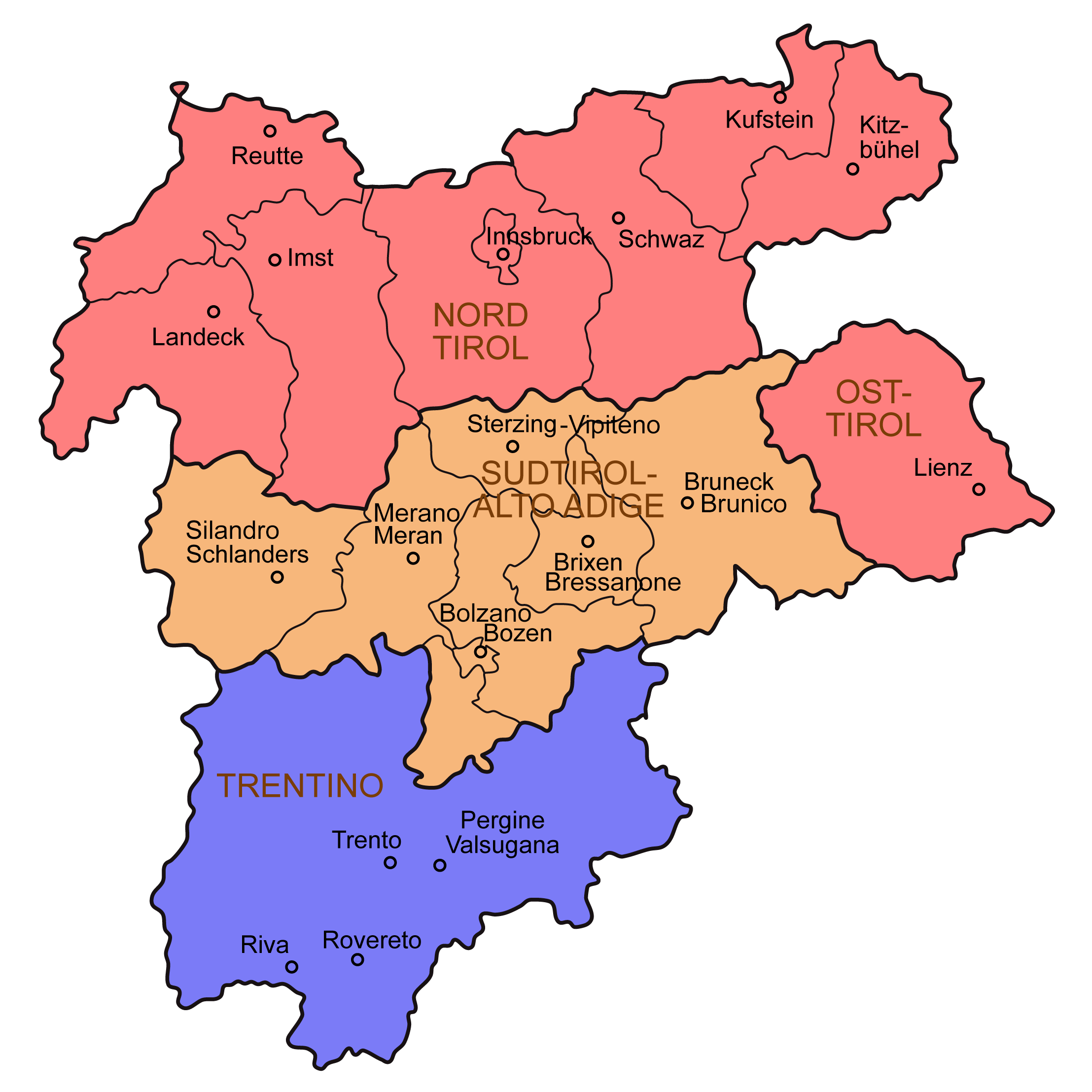
The former Tyrol today (excluding Cortina and Livinallongo)
Estado de Tirol (Austria)
Provincia de Tirol del Sur (Italy)
Provincia de Trentino (Italy)

En vísperas de la Primera Guerra Mundial, la parte sur de la tierra de la corona austriaca del Tirol estaba poblada principalmente por hablantes italianos (el llamado "Welschtirol" o Trentino). Su frontera coincidió con la frontera actual entre Tirol del Sur y Trentino, cruzando el valle Adigio en Salorno (Chiusa di Salorno/Salurner Klause). La existencia de áreas en gran parte pobladas por poblaciones de habla italiana bajo el gobierno del Imperio de Austria fue una causa constante de fricción entre Austria e Italia, un estado nacional establecido en la unificación de todos los italianos. Ser parte de la  Triple Alianza con Alemania y Austria fue "una vergüenza, si no una contradicción" para Italia. El temor de Italia de que no obtendría lo que quería en caso de una Triple Alianza victoriosa hizo que permaneciera neutral durante el primer año de la guerra, y la preocupación de que no obtendría lo que quería de un victorioso  Entente si permaneció neutral lo llevó a unirse a la guerra del lado de este último. Italia llevó a cabo intensas negociaciones con Austria, que estaba preparada para separarse de Trentino a cambio de la neutralidad de Italia, pero Italia quería (entre otras cosas) llegar a la  división del agua alpina, que afirmó como su 'frontera natural ", una demanda que Austria rechazó, ya que habría significado renunciar a un territorio considerado como feudo personal por los emperadores de los Habsburgo. El 26 de abril de 1915, Italia firmó el  Tratado de Londres, acordando declarar la guerra contra los Poderes centrales a cambio de los territorios  no redimidos de Trentino, Gorizia, Trieste and Dalmatia, así como la parte del Tirol alemán al sur de la división alpina principal. Además de estos logros territoriales, el cambio de alianza permitió a Italia realizar su aspiración: el dominio militar italiano en el Mediterráneo. Los ideales del irredentismo se utilizaron para convencer a la población de la necesidad de la guerra, pero el verdadero motivo del liderazgo político para unirse a la guerra fue su idea de que Italia debería convertirse en una gran potencia europea.
La guerra contra el Imperio Austrohúngaro se declaró el 24 de mayo de 1915. Esto puso al Tirol en primera línea, que atravesó algunas de las montañas más altas de los Alpes. El frente que siguió se conoció como la "Guerra en hielo y nieve", ya que las tropas ocuparon las montañas y glaciares más altos durante todo el año. Doce metros (40 feet) de nieve fueron comunes durante el invierno de 1915–16, y decenas de miles de soldados desaparecieron en avalancha s. Los restos de estos soldados todavía se están descubriendo hoy. Los italianos Alpini, sus homólogos austriacos ( Kaiserjäger,  Standschützen  y  Landesschützen ), y los alemanes  Alpenkorps ocupaba cada colina y cima de montaña. Comenzaron a tallar extensas fortificaciones y barrios militares, incluso perforando túneles dentro de las montañas y profundamente en los glaciares, como en Marmolada. Cientos de tropas arrastrarían armas sobre montañas hasta los 3,890 m. (12,760 ft). Se construyeron calles, teleféricos, ferrocarriles de montaña y pasarelas a través de las paredes más empinadas. Los primeros en ocupar un terreno más alto se volvieron casi imposibles de desalojar, por lo que ambos lados recurrieron a perforar túneles debajo de los picos de las montañas, llenándolos con explosivos y luego detonando toda la montaña, incluidos sus defensores, como Col di Lana, Monte Pasubio, Lagazuoi, etc. La escalada y el esquí se convirtieron en habilidades esenciales para las tropas de ambos bandos y pronto se formaron las unidades de Batallones de Esquí y Escalada Especial.
El 15 de mayo de 1916, el ejército austríaco  organizó un ataque del Trentino, sin ayuda del ejército alemán, cuyo comando había desaconsejado tal movimiento. Se retiraron varias divisiones del frente ruso para lograr la fuerza de tropas necesaria. La ofensiva tuvo un éxito táctico limitado. Los austriacos penetraron doce millas en territorio italiano, causando grandes bajas a los italianos, pero no alcanzaron sus objetivos estratégicos y políticos. Este ataque inconcluso debilitó el frente oriental, lo que permitió al ejército ruso invadir las posiciones austríacas en Galicia y amenazar el corazón del Imperio de los Habsburgo.

### Armisticio
Después de la Batalla de Asiago en 1916, que terminó en un punto muerto y trajo solo ganancias territoriales menores a Austria, la línea del frente tirolés permaneció en gran medida estática. Las principales batallas se libraron en otros lugares. Esto cambió en octubre de 1918, con la derrota austrohúngara en la Batalla de Vittorio Veneto, el ejército imperial colapsó y comenzó a retirarse y, el 29 de octubre, los austrohúngaros pidieron un armisticio. El 30 de octubre de 1918, el ejército austrohúngaro se dividió en dos. El  armisticio se firmó a las 3.20 p. m., 3 de noviembre, para entrar en vigencia 24 horas después, a las 3.00 p. m., 4 de noviembre.
Tras la firma del armisticio, el austríaco  General Weber informó a sus homólogos italianos que el ejército imperial ya había dejado sus armas, debido a una orden previa y solicitó el combate y el avance italiano para cesar. El general italiano Pietro Badoglio rechazó bruscamente la propuesta y amenazó con detener todas las negociaciones y continuar la guerra. El general Weber repitió la solicitud, sin resultados. Even before the order to cease hostilities, the Imperial Army had already started to collapse, ceasing to exist as a combat force. Las tropas italianas continuaron su avance hasta las 3.00 p. m. el 4 de noviembre. La ocupación de todo el Tirol, incluido Innsbruck, se completó en los días siguientes.
Según los términos del armisticio austro-italiano de Villa Giusti, además de la obligación de evacuar todo el territorio ocupado desde agosto, las fuerzas de Austria-Hungría debían retirarse del Tirol del Sur, Tarvisio, el  valle de Isonzo, Gorizia, Trieste, Istria, occidental Carniola y Dalmacia. Los términos exigían la expulsión de las fuerzas alemanas de Austria-Hungría dentro de los 15 días posteriores a su internamiento, y los Aliados debían tener libre uso de las comunicaciones internas de Austria-Hungría. También estaban obligados a permitir el tránsito de los ejércitos de Entente para llegar a Alemania desde el sur.
El undécimo ejército italiano del general italiano Rodolfo Graziani continuó avanzando, apoyado a la derecha por el noveno ejército. El resultado fue que Austria-Hungría perdió alrededor de 30,000 bajas y entre 300,000-500,000 prisioneros (50,000 para el 31 de octubre, 100,000 para el 1 de noviembre y 428,000 para el 4 de noviembre). Las pérdidas italianas sumaron aproximadamente 38,000, incluyendo 145 franceses y 374 británicos.
Parece que la gran cantidad de prisioneros provino de la decisión del comando austriaco de que el cautiverio en Italia era preferible a la inanición en el hogar. Después del armisticio, cientos de miles de soldados austriacos sin armas, comida y disciplina llegaron a casa a través de los valles alpinos. Las aldeas alpinas quedaron atrapadas entre los soldados en retirada y medio muertos de hambre que recurrieron repetidamente al robo y el robo para sobrevivir, y el avance del ejército italiano. Al mismo tiempo, un gran número de prisioneros de guerra italianos se dirigían al sur hacia su tierra natal. Austria no tenía los medios para garantizar la retirada ordenada de su propio ejército o el retorno organizado de los prisioneros de guerra italianos. Mientras tanto, la ocupación italiana del Tirol iba según lo planeado. El 11 de noviembre, las tropas italianas ocuparon el Paso Brenner y el Paso en Toblach. Para asegurar el acceso al valle  Inn, crucial para un avance hacia el sur de Alemania, Innsbruck, la capital del Tirol y el pueblo de Landeck también fueron ocupados. El 10 de enero de 1919, el comandante del tercer cuerpo del ejército, general Ugo Sani, fue nombrado gobernador militar del norte del Tirol con residencia en Innsbruck.

## Tras la Primera Guerra Mundial
El  Tratado de Saint-Germain-en-Laye de 1919 dictaminó que, según el  Tratado de Londres, la parte sur del Tirol tuvo que ser cedida al Reino de Italia. La frontera de Italia fue empujada hacia el norte hasta la  división de agua alpina, estratégicamente importante, incluido el actual Tirol del Sur con su gran mayoría de habla alemana. La parte norte del Tirol fue retenida por la Primera República Austriaca. En 1923, las ciudades de  Buchenstein,  Hayden y  Verseil fueron transferidas de la Provincia de Bolzano a la  Provincia de Belluno. Además,  Hastachtal (incluye el antiguo municipio de Casotto) fue transferido de la Provincia de Trento a la Provincia de Vicenza en 1929, y pueblos de  Magasa y Valvestino fueron transferidos de Provincia de Trento a Provincia de Brescia en 1934.

## Further reading
- Alcock, Antony (1996). «Trentino and Tyrol: from Austrian Crownland to European Region».  En Dunn, Seamus; Fraser, T.G., eds. Europe and Ethnicity. The First World War and contemporary ethnic conflict. London and New York: Routledge. pp. 67–87. ISBN 0-415-11996-0. (requiere registro).
- «Tirol», Encyclopaedia Britannica (11th edición), New York, 1910, OCLC 14782424 Parámetro desconocido |title-link= ignorado (ayuda).
- «Tyrol». Chambers's Encyclopaedia. London. 1901. Parámetro desconocido |title-link= ignorado (ayuda)
- Cole, John W. and Wolf, Eric R., The Hidden Frontier: Ecology and Ethnicity in an Alpine Valley, New York: Academic Press, 1974; University of California Press 1999.
- Fichtner, Paula Sutter (2009). «Tyrol». Historical Dictionary of Austria. USA: Scarecrow Press. pp. 310+. ISBN 978-0-8108-6310-1.
- Gleirscher, Paul (1991), Die Räter, Chur: Rätisches Museum Chur.
- Gleirscher, Paul (1992). «Die Laugen-Melaun-Gruppe».  En Metzger, Ingrid R., ed. Die Räter – I Reti. Bozen: Athesia. pp. 117-134. ISBN 88-7014-646-4.
- Georg Grote, Hannes Obermair (2017). A Land on the Threshold. South Tyrolean Transformations, 1915–2015. Oxford, Bern, New York: Peter Lang. pp. 417+. ISBN 978-3-0343-2240-9.
- Herwig, Holger (1997), The First World War. Germany and Austria-Hungary 1914-1918, Nueva York: Oxford University Press, ISBN 0-340-57348-1.
- Pasquali, Corrado (2007), 1918-1920 Dal Piave ad Innsbruck, Trento: TEMI editrice, ISBN 978-88-97061-98-4.
- Rothenberg, Gunther E. (1976), The army of Francis Joseph, West Lafayette, Indiana: Purdue University Press, ISBN 0-911198-41-5.
- Rothenberg, Gunther E. (1977), «The Habsburg Army in the First World War: 1914–1918»,  en Kann, Robert. A.; Király, Béla K.; Fichtner, Paula S., eds., The Habsburg Empire in World War I. Essays on the Intellectual, Military, Political and Economic Aspects of the Habsburg War Effort, New York: Columbia University Press, pp. 73–86, ISBN 0-914710-16-8.
- Rusconi, Gian Enrico (2005), L'azzardo del 1915. Come l'Italia decide la sua guerra, Bologna: Il Mulino, ISBN 88-15-09868-2.
- Townsend, George Henry (1877), «Tyrol», Manual of Dates (5th edición), London: Frederick Warne & Co.  – via HathiTrust.
- Vincent, Benjamin (1910), «Tyrol», Haydn's Dictionary of Dates (25th edición), London: Ward, Lock & Co. Parámetro desconocido |title-link= ignorado (ayuda).